# Томас Раджі
Томас Раджі (італ. Thomas Raggi; 18 січня 2001, Рим, Італія) — гітарист італійського рок-гурту Måneskin, який переміг на «Євробаченні-2021» з піснею Zitti e buoni.

## Біографія
Музику почав вивчати із самого дитинства. Спочатку — класику, а вже потім освоїв електрогітару, але досі чудово грає на акустичній гітарі. При цьому він непогано співає та вміє читати реп. Відео з його вокалом іноді з'являються у мережі.
Даміано, Томас та Вікторія знайомі ще з часів спільного навчання у середній школі.
У 2016 році, вже будучи студентами римського ліцею імені Джона Кеннеді, вони вирішили створити гурт.
Томас Раджі займає посаду гітариста в групі. Будучи частиною Måneskin, Раджі також виступав на різних живих сценічних шоу та музичних концертах. Він прославився після участі в 11-му сезоні The X Factor Italy у 2017 році з Måneskin.

## Особисте життя
Особисте життя Раджі практично невідоме. Дехто приписував хлопцеві стосунки з Даміано Давидом через поцілунок у фіналі шоу Євробачення, проте соліст прокоментував поцілунок як своєрідну підтримку на сцені, так що жодних стосунків у хлопців немає і не було. На думку багатьох фанатів, дівчина, яку звуть Лавінія, є дівчиною Раджі, однак точної інформації про це немає.